# Simple hommes SL3 de badminton aux Jeux paralympiques d'été de 2024
Navigation
Tokyo 2020
Le simple hommes SL3 de badminton aux Jeux paralympiques d'été de 2024 se déroule du 29 août au 2 septembre 2024 à l'Arena Porte de la Chapelle, en France. Il s’agit de la deuxième apparition de l’épreuve aux Jeux paralympiques d'été.
Lors de l'édition précédente à Tokyo en 2020, la compétition est remportée par l'indien Pramod Bhagat.

## Organisation

### Lieu de la compétition
Le tournoi paralympiques de badminton a lieu à l'arena Porte de la Chapelle, située dans le 18e arrondissement de Paris, en France. Construit spécialement pour les Jeux, ce complexe polyvalent peut accueillir jusqu'à 8 000 spectateurs.
Outre les épreuves de para badminton, le site accueillera également celles de l'haltérophilie et, lors des Jeux olympiques, les épreuves de badminton et de gymnastique rythmique.
| Paris 18e                  | \| Arena Porte de la Chapelle \| |
| Arena Porte de la Chapelle | \| Arena Porte de la Chapelle \| |
| Capacité: 8 000            | \| Arena Porte de la Chapelle \| |
| Site de la compétition.    | \| Arena Porte de la Chapelle \| |
| Arena Porte de la Chapelle |                                  |

### Classification
Les badistes reçoivent une classification en fonction du type et de l'ampleur de leur handicap,. Le système de classification permet de rivaliser avec les autres joueurs avec le même niveau de handicap.
Pour cette épreuve, les badistes sont catégorisés en SL3. Il s’agit de joueur debout membre inférieur (standing/lower limb impairment severe). L'athlète marche ou court avec un boitement dû au handicap ou à l’absence de membre inférieur.
Il existe également cinq autres catégorie détaillées dans le tableau suivant :
| Catégorie | Observations |
| --------- | --- |
| WH1       | Joueur assis en fauteuil roulant (wheelchair). L'athlète dispose d’un mauvais ou ne dispose pas d’équilibre du tronc. |
| WH2       | Joueur assis en fauteuil roulant (wheelchair). L'athlète dispose d’un équilibre du tronc normal ou proche de la normale. |
| SL3       | Joueur debout membre inférieur (standing/lower limb impairment severe). L'athlète marche ou court avec un boitement dû au handicap ou à l’absence de membre inférieur. |
| SL4       | Joueur debout membre inférieur (standing/lower limb impairment minor). L'athlète peut marcher avec une légère molesse mais se déplace de manière fluide. |
| SU5       | Joueur debout membre supérieur (standing/upper limb impairment). L'athlète est limité dans la fonction de base du membre supérieur ou par l’absence du membre supérieur. La déficience peut concerner le « bras raquette » ou le « bras non-raquette » mais les critères sont différents. |
| SH6       | Joueur de petite taille (standing/short stature) (par exemple atteint d'achondroplasie). L'athlète doit entre autres mesurer au maximum 145 cm pour les hommes et 137 cm pour les femmes.                                                                                                 |

## Participants

### Nations participantes
| Afrique | Amériques | Asie   | Europe   | Océanie |
| ------- | --------- | ------ | -------- | ------- |
|         |           |        | - France |         |
| - pays  | - pays    | - pays | - pays   | - pays  |

## Médaillés
| Or                 | Argent               | Bronze                |
| Kumar Nitesh (IND) | Daniel Bethell (GBR) | Mongkhon Bunsun (THA) |

## Résultats détaillés

### Phase de groupes

#### Groupe A
|   | Joueur                | Pts | MJ | G | P | SG | SP | PG  | PP  |
| - | --------------------- | --- | -- | - | - | -- | -- | --- | --- |
| 1 | Kumar Nitesh (IND)    | 3   | 3  | 3 | 0 | 6  | 1  | 144 | 95  |
| 2 | Mongkhon Bunsun (THA) | 2   | 3  | 2 | 1 | 4  | 2  | 111 | 92  |
| 3 | Manoj Sarkar (IND)    | 1   | 3  | 1 | 2 | 3  | 4  | 121 | 128 |
| 4 | Yang Jianyuan (CHN)   | 0   | 3  | 0 | 3 | 0  | 6  | 65  | 126 |

| Date    | Horaire | Joueur 1        | Score | Joueur 2        | Set 1 | Set 2 | Set 3 |
| ------- | ------- | --------------- | ----- | --------------- | ----- | ----- | ----- |
| 29 août | 13 h 20 | Kumar Nitesh    | 2–1   | Manoj Sarkar    | 21–13 | 18–21 | 21–18 |
| 29 août | 14 h 21 | Mongkhon Bunsun | 2–0   | Yang Jianyuan   | 21–14 | 21–9  |       |
| 30 août | 9 h 42  | Mongkhon Bunsun | 2–0   | Manoj Sarkar    | 21–19 | 21–8  |       |
| 30 août | 10 h 27 | Kumar Nitesh    | 2–0   | Yang Jianyuan   | 21–5  | 21–11 |       |
| 31 août | 10 h 13 | Kumar Nitesh    | 2–0   | Mongkhon Bunsun | 21–13 | 21–14 |       |
| 31 août | 10 h 51 | Manoj Sarkar    | 2–0   | Yang Jianyuan   | 21–15 | 21–11 |       |

#### Groupe B
|   | Joueur                  | Pts | MJ | G | P | SG | SP | PG  | PP  |
| - | ----------------------- | --- | -- | - | - | -- | -- | --- | --- |
| 1 | Daniel Bathell (GBR)    | 3   | 3  | 3 | 0 | 6  | 0  | 126 | 30  |
| 2 | Daisuke Fujihara (JPN)  | 2   | 3  | 2 | 1 | 4  | 3  | 116 | 116 |
| 3 | Oleksandr Chyrkov (UKR) | 1   | 3  | 1 | 2 | 3  | 4  | 106 | 129 |
| 4 | Wojtek Czyz (NZL)       | 0   | 3  | 0 | 3 | 0  | 6  | 53  | 126 |

| Date    | Horaire | Joueur 1          | Score | Joueur 2          | Set 1 | Set 2 | Set 3 |
| ------- | ------- | ----------------- | ----- | ----------------- | ----- | ----- | ----- |
| 29 août | 12 h 31 | Oleksandr Chyrkov | 1–2   | Daisuke Fujihara  | 21–19 | 16–21 | 17–21 |
| 29 août | 12 h 57 | Daniel Bathell    | 2–0   | Wojtek Czyz       | 21–5  | 21–2  |       |
| 30 août | 9 h 52  | Daniel Bathell    | 2–0   | Daisuke Fujihara  | 21–9  | 21–4  |       |
| 30 août | 10 h 46 | Wojtek Czyz       | 0–2   | Oleksandr Chyrkov | 16–21 | 10–21 |       |
| 31 août | 9 h 39  | Daniel Bathell    | 2–0   | Oleksandr Chyrkov | 21–5  | 21–5  |       |
| 31 août | 10 h 23 | Wojtek Czyz       | 0–2   | Daisuke Fujihara  | 8–21  | 12–21 |       |

### Phase à élimination directe
|  |                        |              |                      |              |                               |    |    |             |        |        |        |        |
|  | Demi-finales           | Demi-finales | Demi-finales         | Demi-finales | Demi-finales                  |    |    | Finale      | Finale | Finale | Finale | Finale |
|  | 1er septembre          |              |                      |              |                               |    |    |             |        |        |        |        |
|  |                        |              |                      |              |                               |    |    |             |        |        |        |        |
|  | Kumar Nitesh (IND)     | A1           | 21                   | 21           |                               |    |    |             |        |        |        |        |
|  | Kumar Nitesh (IND)     | A1           | 21                   | 21           | 2 septembre                   |    |    |             |        |        |        |        |
|  | Daisuke Fujihara (JPN) | B2           | 16                   | 12           |                               |    |    |             |        |        |        |        |
|  | Daisuke Fujihara (JPN) | B2           | 16                   | 12           | Kumar Nitesh (IND)            | A1 | 21 | 18          | 23     |        |        |        |
|  |                        |              |                      |              |                               | A1 | 21 | 18          | 23     |        |        |        |
|  |                        |              | Daniel Bathell (GBR) | B1           | 14                            | 21 | 21 |             |        |        |        |        |
|  | Mongkhon Bunsun (THA)  | A2           | Daniel Bathell (GBR) | B1           | 14                            | 21 | 21 | 7           | 9      |        |        |        |
|  | Mongkhon Bunsun (THA)  | A2           |                      |              |                               |    |    | 7           | 9      |        |        |        |
|  | Daniel Bathell (GBR)   | B1           | 21                   | 21           |                               |    |    |             |        |        |        |        |
|  | Daniel Bathell (GBR)   | B1           | 21                   | 21           | Match pour la troisième place |    |    |             |        |        |        |        |
|  |                        |              |                      |              |                               |    |    |             |        |        |        |        |
|  |                        |              |                      |              |                               |    |    | 2 septembre |        |        |        |        |
|  |                        |              |                      |              |                               |    |    |             |        |        |        |        |
|  | Daisuke Fujihara (JPN) | B2           | 15                   | 15           |                               |    |    |             |        |        |        |        |
|  | Daisuke Fujihara (JPN) | B2           | 15                   | 15           |                               |    |    |             |        |        |        |        |
|  | Mongkhon Bunsun (THA)  | A2           | 21                   | 21           |                               |    |    |             |        |        |        |        |